# Тасман (залив)
Заливът Тасман (на английски: Tasman Bay) е залив в югоизточната част на Тасманово море, край северния бряг на Южния остров на Нова Зеландия. Вдава се на юг в сушата на 80 km, а ширината на входа му, между нос Сепарейшън (на запад) и северния нос на остров д'Юрвил (на изток), е 75 km. Дължината на бреговата му линия е 120 km, а максималната му дълбочина – 47 m. Приливите са полуденонощни, с височина до 3 m. Западните му брегове са ниски и плоски, с тясна крайбрежна низина, а източните – високи, стръмни, скалисти и силно разчленени. В него се вливат две големи реки – Мотуека (от югозапад) и Уаимеа (от юг). Западният му нисък бряг, зает от тясна крайбрежна низина, е важен селскостопански район на Нова Зеландия, като се отглеждат маслини, тютюн, цитруси. Тук са разположени и няколко големи градове: Нелсън и Ричвънд (в най-южната му част), Мотуека и Ривака (на западния му бряг). Източното му високо, стръмно и скалисто крайбрежие е необитаемо.
Заливът Тасман е открит през декември 1642 г. от холандския мореплавател Абел Тасман и по-късно е наименуван в негова чест.